# Banco Montevideo
Banco Montevideo fue una institución bancaria uruguaya fundada en 1942 y disuelta en el año 2002.

## Disolución
Fue disuelto el 21 de junio de 2002 bajo la administración de la familia Peirano. Meses antes de su cierre había recibido la calificación más alta que otorga la agencia estadounidense Standard & Poor's.